# 弗雷德里克斯堡 (加利福尼亞州)
弗雷德里克斯堡（英語：Fredericksburg）是位於美國加利福尼亞州阿爾派恩縣的一個非建制地區。該地的面積和人口皆未知。

## 地理
弗雷德里克斯堡的座標為38°49′44″N 119°47′13″W / 38.82889°N 119.78694°W，而該地的平均海拔高度為2440米（即8005英尺）。